# ロードストア・アーキテクチャ
ロードストア・アーキテクチャ（load–store architecture）、またはレジスタ・レジスタ・アーキテクチャ（register–register architecture）とは、コンピュータ工学で、命令をメモリアクセス（メモリとレジスタ間のロードストア）とALU演算（レジスタ間でのみ発生）の2つのカテゴリに分ける命令セットアーキテクチャのことをいう:9-12。
PowerPC、SPARC、RISC-V、ARM、MIPSなどのRISCアーキテクチャはロードストア・アーキテクチャである:9–12。
例えば、ロードストア・アプローチでは、加算演算のオペランドとデスティネーションの両方がレジスタになければならない。これは、加算演算のオペランドの一方がメモリにあり、もう一方がレジスタにあるレジスタ・メモリ・アーキテクチャ（たとえばx86のようなCISC命令セット・アーキテクチャ）とは異なる:9–12。
ロードストア・アーキテクチャの最も古い例はCDC 6600である:54–56。多くのGPUを含む、ほぼすべてのベクトル・プロセッサがロードストア・アプローチを使用している。